# Piłka nożna w Bahrajnie
Piłka nożna w Bahrajnie jest zarządzana przez Bahrain Football Association i jest zdecydowanie najpopularniejszym sportem w kraju.
W Bahrajnie najwyższą klasą rozgrywkową jest Bahraini Premier League. Występuje w niej 10 zespołów, które rozgrywają swoje mecze w systemie mecz i rewanż, a każda drużyna w sezonie rozgrywa łącznie 18 spotkań. Mistrz kraju kwalifikuje się do fazy grupowej Ligi Mistrzów AFC, a wicemistrz do Pucharu AFC.

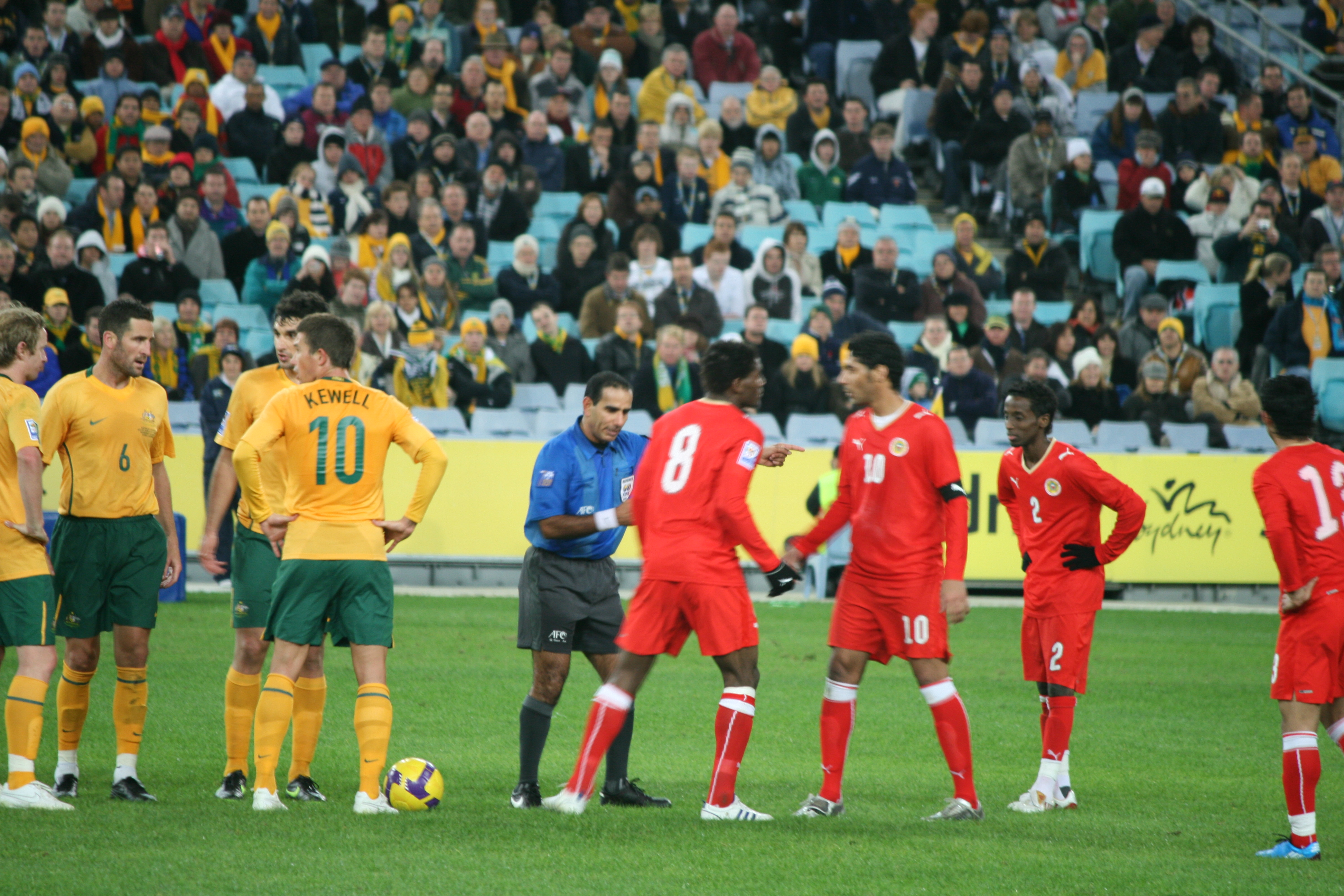
Reprezentacja Bahrajnu w piłce nożnej w meczu z Australią 10 czerwca 2009 w eliminacjach do Mistrzostw Świata

W lidze występuje system spadków i awansów z Bahraini Second Division, drugiej ligi. Sezon rozpoczyna się zwykle we wrześniu, a kończy w maju, podobnie jak w innych ligach piłkarskich. Pierwszy sezon odbył się w 1952 roku. Mimo iż w lidze funkcjonuje system rozgrywania meczów u siebie i na wyjeździe, większość spotkań odbywa się na Stadionie Narodowym.
Kluby z dwóch ostatnich miejsc w tabeli zostają zdegradowane do niższej ligi, a drużyna, która zajmuje ósme miejsce przechodzi do baraży o utrzymanie. Drugim zespołem w barażach jest drużyna z trzeciego miejsca drugiej ligi.
Najbardziej utytułowanym klubem w historii kraju jest Al-Muharraq SC, a obecnym mistrzem Al-Riffa.

## Liczba tytułów
| Klub                             | Liczba mistrzostw |
| -------------------------------- | ----------------- |
| Al-Muharraq SC                   | 34                |
| Al-Riffa (włącznie z West Riffa) | 12                |
| Bahrain SC (włącznie z Al-Nasr)  | 6                 |
| Al-Ahli SC                       | 5                 |
| Al Arabi (obecnie Al-Najma SC)   | 1                 |
| Al Hala SC                       | 1                 |
| East Riffa SCC                   | 1                 |
| Busaiteen                        | 1                 |
| Hidd SCC                         | 1                 |
| Malkiya                          | 1                 |

## System ligowy
| Poziom | Nazwa szczebla rozgrywkowego                      | Nazwa szczebla rozgrywkowego                      | Nazwa szczebla rozgrywkowego                      | Nazwa szczebla rozgrywkowego                      | Nazwa szczebla rozgrywkowego                      | Nazwa szczebla rozgrywkowego                      | Nazwa szczebla rozgrywkowego                      | Nazwa szczebla rozgrywkowego                      |
| ------ | ------------------------------------------------- | ------------------------------------------------- | ------------------------------------------------- | ------------------------------------------------- | ------------------------------------------------- | ------------------------------------------------- | ------------------------------------------------- | ------------------------------------------------- |
| 1      | Bahraini Premier League (10 drużyn) ↓ 2-3 drużyny | Bahraini Premier League (10 drużyn) ↓ 2-3 drużyny | Bahraini Premier League (10 drużyn) ↓ 2-3 drużyny | Bahraini Premier League (10 drużyn) ↓ 2-3 drużyny | Bahraini Premier League (10 drużyn) ↓ 2-3 drużyny | Bahraini Premier League (10 drużyn) ↓ 2-3 drużyny | Bahraini Premier League (10 drużyn) ↓ 2-3 drużyny | Bahraini Premier League (10 drużyn) ↓ 2-3 drużyny |
| 2      | Bahraini Second Division (9 drużyn) ↑ 2-3 drużyny | Bahraini Second Division (9 drużyn) ↑ 2-3 drużyny | Bahraini Second Division (9 drużyn) ↑ 2-3 drużyny | Bahraini Second Division (9 drużyn) ↑ 2-3 drużyny | Bahraini Second Division (9 drużyn) ↑ 2-3 drużyny | Bahraini Second Division (9 drużyn) ↑ 2-3 drużyny | Bahraini Second Division (9 drużyn) ↑ 2-3 drużyny | Bahraini Second Division (9 drużyn) ↑ 2-3 drużyny |